# Momordica kirkii
Momordica kirkii är en gurkväxtart som först beskrevs av Joseph Dalton Hooker, och fick sitt nu gällande namn av Charles Jeffrey. Momordica kirkii ingår i släktet Momordica och familjen gurkväxter. Inga underarter finns listade i Catalogue of Life.